# Gustav Franke
Gustav Franke   (Nowa Wieś Prudnicka, 4 de desembre de 1937) és un antic pilot de trial alemany. A començaments de la dècada del 1960 va ser un dels pioners d'aquest esport a Alemanya i al continent europeu, on es començava a escampar després de dècades de practicar-se només a les Illes Britàniques. Al llarg de la seva carrera va guanyar la Challenge Henry Groutards -competició internacional antecessora del Campionat d'Europa- dos anys seguits (1965 i 1966) i nou campionats d'Alemanya (1962-1969 i 1971).
Franke va obtenir els seus èxits esportius pilotant la Zündapp, una motocicleta alemanya que, contràriament a la majoria de les coetànies britàniques, equipades amb motors de quatre temps de gran cilindrada (Ariel, BSA i AJS entre d'altres), en duia un de dos temps de 250 cc. Mentre que Zündapp no va seguir desenvolupant la seva moto, una altra de semblant va esdevenir el revulsiu tecnològic definitiu dins el món del trial: la catalana Bultaco Sherpa T, desenvolupada per Sammy Miller i llançada el 1965.

## Biografia
Nascut a Neudorf, un llogarret del municipi de Zülz (prop de Grottkau) que formava part aleshores de la Silèsia prussiana, dins el Tercer Reich, Gustav Franke es va traslladar amb la seva família a Fürth, ben a prop de Nuremberg (Baviera), a l'edat de sis anys. Arran dels acords de la Conferència de Potsdam de 1945, després de la Segona Guerra Mundial tant Zülz com Grottkau es van integrar a Polònia (el primer amb el nom de Nowa Wieś Prudnicka i el segon, amb el de Grodków), dins l'actual Voivodat d'Opole.
A Fürth, ciutat que formava part de la nova República Federal d'Alemanya, Franke va fer de mecànic d'automòbils. De jove, malgrat que inicialment es volia dedicar a la boxa, es va decidir finalment pel motociclisme de fora d'asfalt. El 1953, a setze anys, es va comprar la seva primera moto, una Hercules 125. El 1957 va debutar en competició amb una Puch 175 tot disputant proves locals, tant de trial (una modalitat que aleshores tot just s'estava introduint al país) com d'enduro, anomenat aleshores en alemany Geländesport. De cara al 1961 es va comprar una Zündapp 250 i a l'abril va obtenir-hi la seva primera victòria important al Bavarian Mountains Trial, puntuable per a l'incipient Campionat d'Alemanya de trial (era el segon any que es disputava). Al llarg de la temporada va anar sumant nombroses victòries i, tot i no guanyar el campionat, va superar en més d'una prova a qui acabà obtenint-ne el títol, Hermann Bitzer. La temporada següent, 1962, Gustav Franke va obtenir el primer dels seus nou campionats d'Alemanya.
Franke va començar a destacar en competició internacional la temporada de 1963, quan va aconseguir acabar el trial internacional "Lamborelle", a Bèlgica, entre els deu primers superant tres anglesos de l'equip de Greeves: David Clegg, Bill Wilkinson i Don Smith. El guanyador en fou Sammy Miller amb l'Ariel GOV 132. Poc després, al juny, va guanyar el trial internacional de Montbéliard (França) davant de nombrosos pilots francesos, anglesos, neerlandesos i belgues, entre ells Jacky Ickx.
El 1964, la FIM va convocar la primera edició de la Challenge Henry Groutards i Gustav Franke va decidir participar-hi. Va acabar el torneig com a subcampió darrere de Don Smith i va començar així una llarga etapa d'èxits a Europa que arrodoní la temporada següent amb el primer dels dos títols consecutius que aconseguí en aquest campionat. Les temporades de 1967 i 1968 va repetir el subcampionat i encara va seguir entre els pilots capdavanters europeus durant uns anys més.
Un cop retirat de les competicions, Gustav Franke va continuar amb la seva feina de mecànic. Durant anys es va dedicar a la restauració de motocicletes antigues, algunes de les quals s'exposen actualment en museus alemanys.

## Palmarès
| Any          | Motocicleta  | Campionat d'Europa | Campionat d'Alemanya | Títols |
| ------------ | ------------ | ------------------ | -------------------- | ------ |
| 1962         | Zündapp      | -                  | 1r                   | 1      |
| 1963         | Zündapp      | -                  | 1r                   | 1      |
| 1964         | Zündapp      | 2n                 | 1r                   | 1      |
| 1965         | Zündapp      | 1r                 | 1r                   | 2      |
| 1966         | Zündapp      | 1r                 | 1r                   | 2      |
| 1967         | Zündapp      | 2n                 | 1r                   | 1      |
| 1968         | Zündapp      | 2n                 | 1r                   | 1      |
| 1969         | Zündapp      | 4t                 | 1r                   | 1      |
| 1970         | Zündapp      | 32è                |                      | -      |
| 1971         | Zündapp      | 9è                 | 1r                   | 1      |
| Total títols | Total títols | 2                  | 9                    | 11     |

Notes
1. ↑  Al total de títols s'hi compten tots els campionats estatals o internacionals guanyats
2. ↑  Fins al 1967 el campionat s'anomenà "Challenge Henry Groutards" i a partir de 1968 va passar a anomenar-se Campionat d'Europa

## Resultats a l'Europeu de trial
Font:
| Any  | Equip   | 1     | 2      | 3     | 4     | 5     | 6     | 7     | 8     | 9     |  | Punts | Posició |
| ---- | ------- | ----- | ------ | ----- | ----- | ----- | ----- | ----- | ----- | ----- |  | ----- | ------- |
| 1964 | Zündapp | BEL 1 | FRA 5  | GER 3 |       |       |       |       |       |       |  | 61    | 2n      |
| 1965 | Zündapp | FRA 1 | BEL 1  |       |       |       |       |       |       |       |  | 50    | 1r      |
| 1966 | Zündapp | GER 1 | FRA 13 | BEL 2 |       |       |       |       |       |       |  | 55    | 1r      |
| 1967 | Zündapp | SWI 3 | BEL 3  | GER 3 | FRA 2 |       |       |       |       |       |  | 82    | 2n      |
| 1968 | Zündapp | SWI 4 | GER 2  | BEL 4 | FRA 5 | GBR 2 |       |       |       |       |  | 15    | 2n      |
| 1969 | Zündapp | SWI 5 | FRA -  | GER 1 | BEL 6 | GBR - | SWE - |       |       |       |  | 26    | 4t      |
| 1970 | Zündapp | GER 7 | FRA -  | GBR - | BEL - | IRL - | ESP - | FIN - | SWE - | POL - |  | 4     | 32è     |
| 1971 | Zündapp | GER 2 | GBR -  | BEL - | IRL - | FRA 6 | ESP - | SWI - | FIN - | SWE - |  | 17    | 9è      |

1. ↑  Fins al 1967, el Campionat d'Europa s'anomenà Challenge Henry Groutards.